# ズボラーキングのばらちゃん
『ズボラーキングのばらちゃん』は、兎野みみによる日本の漫画。小学館の学年誌（三～六年生）で連載されていた。3巻まで出版された。

## あらすじ
10歳の女の子・のばらは学校でも評判の美少女であるが、実はあらゆることでズボラを駆使する「ズボラーキング」であった。

## 登場人物
野々村のばら（ののむら のばら）
本作の主人公。
10歳。外では、勉強もでき、容姿端麗の優等生美少女で通っているが、家では部屋が散らかっており、様々なことをズボラで解決する「ズボラーキング」である。
赤ちゃんの頃からズボラ秘技を駆使していた。
野々村勇介（ののむら ゆうすけ）
のばらの弟。幼稚園児。5歳。いつもベレー帽を被っている。
のばらのズボラのためにこき使われることが多いが、姉のことが大好き。
一本松菊（いっぽんまつ きく）
のばらの同級生で親友。通称「菊ちゃん」。
のばらの本性を知りつつも、周囲には黙っている。主にツッコミ役で、作中唯一の常識的な人物。
秋山準（あきやま じゅん）
のばらの同級生でボーイフレンド。通称「準くん」
サッカーが得意で爽やかな印象であるが、どことなくずれている。基本的にのばらとは両想い。
尾反実央子（おそれ みおこ）
通称「みお子」。さそり座の女。準くんには4年越しの片想いで何かと子分たちとともにのばらと準くんの仲を邪魔する。
頭にサングラスを乗せている。
いばりんぼうだが、根は律儀。
みお子団
みお子の子分でのばらたちの同級生の3人の少女で構成されている。
みお子と同じく、頭にサングラスを乗せている。
彼女らそれぞれの名前は不明。みお子とともにのばらの邪魔をする。
小館学（こだて まなぶ）
のばらのクラスの転校生。眼鏡をかけている。
非常に几帳面な性格の「キッチリ王（キング）」。のばらのズボラが許せない。
秋山のり（あきやま のり）
準くんの妹。あらゆることにポイントをつける「ポイント魔」。
ブラコンで、のばらと準くんの仲を邪魔する。